# Muzeum Katedry i Zakładu Medycyny Sądowej Uniwersytetu Medycznego w Poznaniu
Muzeum Katedry i Zakładu Medycyny Sądowej Uniwersytetu Medycznego w Poznaniu – zbiór eksponatów i pamiątek, przede wszystkim preparatów związanych z tanatologią, Katedry i Zakładu Medycyny Sądowej Uniwersytetu Medycznego w Poznaniu. Muzeum mieści się w Collegium Anatomicum przy ul. Święcickiego.

## Zbiór
Większość preparatów i eksponatów pochodzi z okresu międzywojennego, gdyż wiele z nich nie mogłoby powstać w obecnych uwarunkowaniach prawnych. Część kolekcji uległa zniszczeniu podczas II wojny światowej. Przed 1945 eksponatów związanych z samymi narządami było ponad pięćset. Zbiór tworzyły m.in. czaszki z różnymi urazami i obrażeniami, kolekcja broni i pocisków wraz ze strzelnicą do testów, narzędzia zbrodni, narzędzia do spędzania płodów i pętle wisielców-samobójców. Część tych eksponatów nadal można oglądać, a ponadto zgromadzono m.in. zmumifikowane płody ludzkie, preparaty dotyczące zmian gnilnych i uszkodzeń mechanicznych u topielca, preparat obrazujący zadławienie kęsem pożywienia, czy przegryziony język wisielca.

## Poznańska mumia
Najcenniejszym eksponatem kolekcji jest tzw. poznańska mumia – umieszczone w oszklonej, drewnianej gablocie, zmumifikowane zwłoki mężczyzny z Azji Zachodniej, który zmarł w wieku 35–40 lat. Miał prawidłową budowę ciała, ponad 150 cm wzrostu, ważył 68–77 kg, a obecnie 7,7 kg. Zgon tego człowieka nastąpił prawdopodobnie między 1775 a 1825 rokiem. Jest to być może ciało tatarskiego żołnierza armii napoleońskiej, która w owym czasie przemieszczała się przez Poznań. Mogła przybyć do Poznania z Lipska, jako dar naukowy (prezent urodzinowy dla ówczesnego kierownika placówki), albo też przywiózł ją z Ankary jeden z profesorów anatomii, który przebywał tam służbowo.